# Choeradoplana claudioi
Choeradoplana claudioi ist eine Art der zu den Landplanarien zählenden Gattung Choeradoplana. Sie kommt in Brasilien vor.

## Merkmale
Choeradoplana claudioi hat einen schlanken, subzylindrischen Körper und misst konserviert eine Länge von bis zu 36,5 Millimetern. Individuen der Gattung Choeradoplana weisen einen Retraktormuskel und Drüsen im Kopfbereich auf. Das Vorderende ist nach hinten gebogen, so dass auf der Bauchseite wegen eines Muskeldrüsenorgans zwei kissenartige Strukturen im Kopfbereich erkennbar sind. Der Rücken hat eine goldgelbe Grundfärbung mit verstreuten sepiabraunen Flecken, die sich bis auf das Vorderende über den gesamten Rücken verteilen. Die Bauchseite ist ebenfalls goldgelb. Am Vorderende sind sowohl Bauch als auch Rücken gräulich gefärbt. Am Vorderende fehlen Augen. Kurz hinter dem Vorderende verteilen sich viele Augen in zwei bis drei Reihen, ab 4,5 Millimetern hinter dem Vorderende verlaufen sie in einer Reihe entlang der Körperränder bis zum Hinterende.

## Verbreitung
Die Art wurde im Reserva Biológica Augusto Ruschi bei Santa Teresa im brasilianischen Bundesstaat Espírito Santo nachgewiesen.

## Etymologie
Das Artepitheton claudioi ehrt den Biologen Claudio Gilberto Froehlich für seine Leistungen bei der Erforschung der Landplanarien der Neotropis.